# Тихоокеанская бляшкошипая акула
Тихоокеанская бляшкошипая акула (лат. Echinorhinus cookei)— один из двух видов рода бляшкошипых акул семейства звездчатошипых акул. Эти акулы встречаются в Тихом океане у дна на континентальном и островном шельфе, а также в подводных каньонах на глубине от 100 до 650 м. Иногда заходят на мелководье в залив Монтерей, Калифорния. Максимальная зарегистрированная длина 4 м. У этих акул коренастое цилиндрическое тело с коротким рылом. Два маленьких лишённых шипов спинных плавника сдвинуты к хвосту и расположены близко друг к другу. Их основание находится у заднего края основания брюшных плавников. Анальный плавник и субтерминальная выемка на хвостовом стебле отсутствуют. Тело покрыто крупными, похожими на колючки, зачастую сросшимися между собой плакоидными чешуями. Эти акулы питаются главным образом рыбой (в том числе и другими акулами), а также крабами. Добычу они, скорее всего, засасывают. Тихоокеанские бляшкошипые акулы размножаются бесплацентарным яйцеживорождением. Ведут ночной образ жизни, совершают суточные вертикальные миграции. Не представляют опасности для человека. Иногда в качестве прилова попадают в коммерческие сети, но коммерческой ценности не представляют.

## Таксономия
Австрийский ихтиолог Виктор Питчман впервые научно описал тихоокеанскую бляшкошипую акулу как отдельный вид в двух публикациях в 1928 году. Он присвоил ей видовое название в честь конхиолога Чарльза Монтага Кука. Однако тихоокеанских бляшкошипых акул постоянно путали с бляшкошипыми акулами, упоминая о них в научной литературе, пока в 1960 году Джек Гаррик не описал этот вид заново. Поскольку оригинальный голотип, хранившийся в Кауаи, Гавайские острова, был утрачен, Гаррик сделал описание на основании самца длиной 2 м, пойманного в заливе Паллисер, Новая Зеландия.
Название семейства и рода происходят от слов греч. αχινός — «морской ёж» и греч.  ῥινός  — «нос».

## Ареал и среда обитания
Тихоокеанские бляшкошипые акулы встречаются в Тихоокеанском регионе у берегов Японии, Тайваня, Виктории и Квинсленда (Австралия), а также у островов Палау, Новая Каледония, Тонга, Гавайи и, возможно, Гилберта. Они распространены от Орегона до Эль Сальвадор, включая Калифорнийский залив, вокруг Кокосовых и Галапагосских островов, у побережья Перу и Чили. В целом это довольно редкий вид, за исключением залива Монтерей, где круглый год в изобилии встречаются как самцы, так и самки тихоокеанских бляшкошипых акул.
Тихоокеанские бляшкошипые акулы предпочитают температурный диапазон 5,5—11 °C. Поэтому особенно в тропиках они держатся на глубине 100—200 м. Есть данные о нахождении этих акул на глубине 650 м и, вероятно, 1500 м. С другой стороны в более высоких широтах они заходят на мелководье, например, в каньоне Монтерей их регулярно встречают на глубине 15—35 м, а одна особь была поймана на глубине всего 4 м. Эти донные акулы обитают на континентальном и островном шельфе и материковом склоне. Они предпочитают илистое или песчаное дно. Они терпимо относятся к пониженному содержанию кислорода в воде и населяют подводные котловины, где для большинства акул условия неприемлемы.

## Описание
У тихоокеанских бляшкошипых акул дряблое, цилиндрическое тело (взрослые акулы гораздо массивнее молодых), и короткая, слегка приплюснутая голова. Ноздри широко разнесены друг от друга и обрамлены маленькими кожаными складками. Третье веко отсутствует. Позади глаз имеются крошечные брызгальца. По углам широкого изогнутого рта расположены короткие борозды. На верхней челюсти расположено 21—25, а на нижней 20—27 зубных рядов. Зубы кинжаловидные с небольшим центральным остриём, по бокам имеются до 3 латеральных зубцов. У молодых акул латеральные зубцы отсутствуют. У тихоокеанских бляшкошипых акул пять пар жаберных щелей, из которых пятая пара самая длинная.

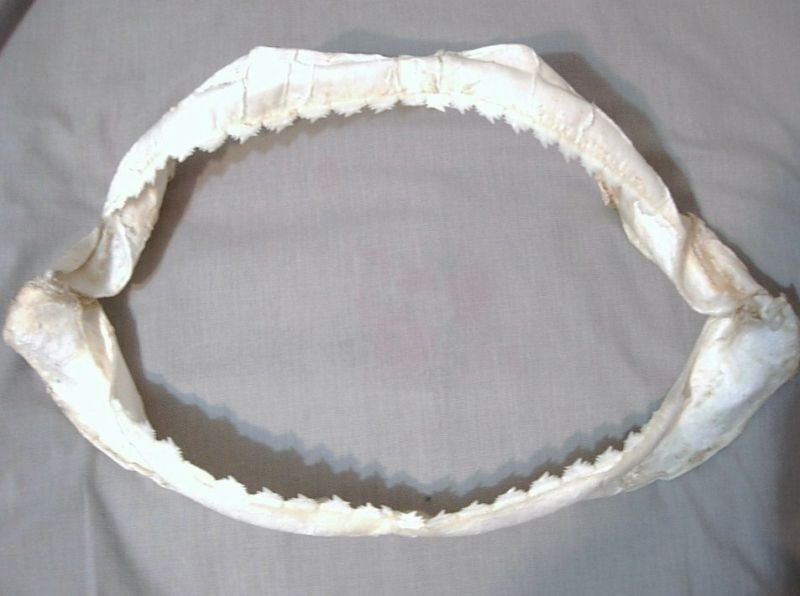
Челюсти тихоокеанской бляшкошипой акулы

Боковая линия имеет вид заметной борозды. Грудные плавники короткие, тогда как брюшные плавники широкие с длинным основанием. Спинные плавники маленькие, почти одинакового размера. Основание первого спинного плавника находится у основания брюшных плавников. Анальный плавник отсутствует. Хвостовой стебель толстый, прекаудальные выемки отсутствуют. Хвостовой плавник асимметричен, нижняя лопасть развита слабо. Вентральная выемка у кончика верхней лопасти.
Кожа тихоокеанских бляшкошипых акул покрыта не перекрывающими друг друга плакоидными чешуями до 0,4 см в поперечнике, по форме напоминающие колючку. Они покрыты выступами, которые расходятся из центра. В отличие от бляшкошипых акул у тихоокеанских бляшкошипых акул чешуи никогда не срастаются вместе. У взрослых акул нижняя часть рыла покрыта тонкими чешуйками. Окраска ровного коричневого или серого цвета, плавники имеют яркую окантовку. Брюхо бледнее.
Максимальная зарегистрированная длина составляет 4 м, а масса 266 кг (самка длиной 3,1 м).

## Биология
Тихоокеанские бляшкошипые акулы довольно медлительны, они часто зависают над дном. Исследование с помощью мечения, проведённое в каньоне Монтерей, показало, что эти акулы совершают суточные вертикальные миграции. Днём они отдыхают в каком-нибудь определённом убежище на дне моря, в сумерках становятся активными и направляются к берегу и поднимаются вверх. Эти миграции связаны с охотой на стайных рыб. Они ведут оседлый образ жизни и редко покидают ограниченную территорию, площадь которой не превышает 2,2 км². В каньоне Монтерей они регулярно сбиваются в группы до 30 особей.

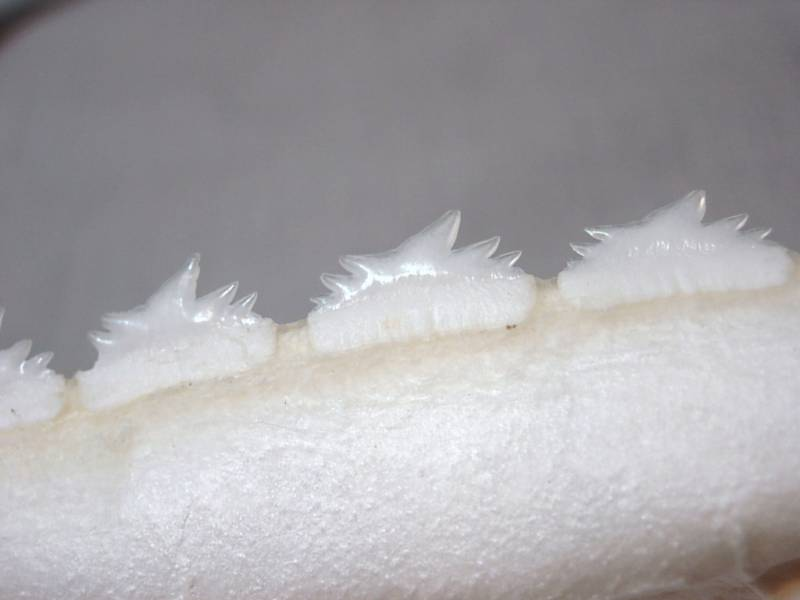
Зубы тихоокеанской бляшкошипой акулы

Размер и строение рта и глотки тихоокеанских бляшкошипых акул дают основание предположить, что они засасывают добычу. Их рацион состоит из разнообразных донных и пелагических костистых рыб, включая мерлуз, камбаловых, морских окуней, атеринопсов, скумбрий и сельдей, а также хрящевых рыб, таких как химеры, короткопёрые колючие акулы, молодь шестижаберных акул и яйцевые капсулы чёрных кошачьих акул. Кроме того, тихоокеанские бляшкошипые акулы охотятся на осьминогов и кальмаров, включая ''Dosidicus gigas''. В свою очередь молодь этих акул может стать добычей шестижаберных акул, в то время как у взрослых в естественной среде практически нет врагов. Этот вид размножается яйцеживорождением, эмбрионы питаются желтком. До сих пор попалась только одна беременная самка, которая вынашивала 114 эмбрионов; это самый многочисленный помёт, который только встречался у акул. Вероятно, длина новорожденных около 40 см. Возраст достижения половой зрелости неизвестен, считается, что у самцы созревают при длине около 2 м, а самки 2,5—3,8 м.

## Взаимодействие с человеком
В ходе контактов с дайверами тихоокеанские бляшкошипые акулы не проявляют агрессии, если к ним приближаются они не терпят, либо уплывают прочь. В качестве прилова они иногда попадают в коммерческие донные тралы, жаберные сети и ярусы. Они не представляют коммерческой ценности, поскольку у них мягкое и невкусное мясо. Международный союз охраны природы присвоил этому виду статус сохранности «Близкий к уязвимому положению».